# Amblyphymus transvaalicus
Amblyphymus transvaalicus är en insektsart som beskrevs av Vitaly Michailovitsh Dirsh 1956. Amblyphymus transvaalicus ingår i släktet Amblyphymus och familjen gräshoppor. Inga underarter finns listade i Catalogue of Life.